# Дион Томпсон
Дион Томпсон (енгл. Deon Marshall Thompson; Торанс, Калифорнија, 16. септембар 1988) је амерички кошаркаш. Игра на позицији крилног центра.

## Биографија
Колеџ кошарку играо је на универзитету Северна Каролина од 2006. до 2010. године. Са њима је био НКАА шампион 2009. године. Након завршетка колеџ каријере пријавио се на НБА драфт 2010. али није изабран. Професионалну каријеру је почео у екипи Икароса за коју је наступао у сезони 2010/11. Наредну сезону је провео у дресу Унион Олимпије. Са њима је освојио Куп Словеније а био је и најкориснији играч тог такмичења. За сезону 2012/13. сели се у Албу из Берлина са којом је освојио Куп Немачке. Наредну сезону је такође провео у Немачкој али у екипи Бајерн Минхена са којом је освојио Бундеслигу Немачке. Сезону 2014/15. је почео у Кини где је играо за Љаонинг. С обзиром да се сезона у Кини завршава раније, он се у марту 2015. прикључио екипи Хапоел Јерусалима са којом је остао до краја сезоне и освојио Првенство Израела. За сезону 2015/16. вратио се у Бајерн. Дана 12. јула 2016. потписао је за Галатасарај и тамо се задржао до краја те године. Дана 2. јануара 2017. прешао је у Црвену звезду. Дрес београдских црвено-белих носио је до краја сезоне 2016/17. и допринео је освајању Јадранске лиге, Суперлиге Србије и Купа Радивоја Кораћа. У августу 2017. године постао је играч Мирафлореса и са њима се задржао до јануара 2019. године када прелази у Жалгирис.
Томпсон је у млађим категоријама био члан репрезентације САД. Са њима је освојио сребрну медаљу на Светском првенству до 19 година 2007. године у Новом Саду. Тада је у финалу селекција САД изгубила од Србије. Две године касније на Универзијади у Београду освојио је бронзану медаљу.

## Успеси

### Клупски
- Унион Олимпија:
  - Куп Словеније (1): 2012.

- АЛБА Берлин:
  - Куп Немачке (1): 2013.

- Бајерн Минхен:
  - Првенство Немачке (1): 2013/14.

- Хапоел Јерусалим:
  - Првенство Израела (1): 2014/15.

- Црвена звезда:
  - Првенство Србије (1): 2016/17.
  - Јадранска лига (1): 2016/17.
  - Куп Радивоја Кораћа (1): 2017.

- Жалгирис:
  - Првенство Литваније (1): 2018/19.

### Појединачни
- Најкориснији играч Купа Словеније (1): 2012.

### Репрезентативни
- Светско првенство до 19 година:  2007.
- Универзијада:  2009.